# The McMahon-Helmsley Faction
La McMahon-Helmsley Faction è stata una stable di wrestling attiva nella World Wrestling Federation tra il 1999 e il 2000, con un iniziale declino a partire dal 2001 e lo scioglimento avvenuto nel 2002.
Il periodo dell'esistenza e del dominio del gruppo venne nominato McMahon-Helmsley Regime e McMahon-Helmsley Era.

## Formazione
Nella puntata di Raw Is War del 29 novembre 1999, Stephanie McMahon, figlia di Mr. McMahon, stava per sposare Test; tuttavia, Hunter Hearst Helmsley interruppe la cerimonia mostrando un video in cui egli chiese a Stephanie di sposarlo, con quest'ultima che accettò. Al pay-per-view Armageddon, Hunter Hearst Helmsley sconfisse Mr. McMahon grazie al tradimento di Stephanie. La sera successiva, a Raw Is War, Helmsley annunciò la formazione della McMahon-Helmsley Faction. Da allora, Helmsley si concentrò sul WWF Championship, mentre la coppia formata dai New Age Outlaws (Road Dogg e Billy Gunn) dominò la categoria tag team.

## Musiche d'ingresso
- Break it Down della DX Band
- My Time della DX Band (15 maggio 2000; utilizzata per l'entrata della McMahon-Helmsley Faction)
- No Chance in Hell di Peter Bursuker e Jim Johnston